# نادي ستاليبريدج روفر
كان نادي ستاليبريدج روفرز ناديًا إنجليزيًا لكرة القدم من ستالي بريدج، تشيشاير في نهاية القرن التاسع عشر وأوائل القرن العشرين.

## تاريخ
انضم ستاليبريدج روفر إلى الدوري المحلي في عام 1894، وبقي لمدة موسم واحد، وانتهى في المركز الخامس. في عام 1895 انضم إلى دوري لانكشاير ولعب فيه لمدة ثمانية مواسم. وكان بطل الدوري في موسم 1900–01. ترك الدوري في عام 1903 للانضمام إلى الفرقة الثانية من مجموعة لانكشاير، وفاز بالترقية إلى الدرجة الأولى في موسم الافتتاح. ومع ذلك فقد أنه الموسم في الجزء الأخير من التقسيم في موسم 1906–07 وغادر المجموعة بعد فترة وجيزة.
دخل ستاليبريدج كأس الاتحاد الإنجليزي لأول مرة في عام 1894، مستمتعًا بأفضل مسار له في موسم 1899-00، بفوزه على نادي جنوب ليفربول،ستوكبورت كونتي ثم بورت فايل 1-0 في الجولة التأهيلية الخامسة قبل أن يخسر أمام بريستول سيتي 2-1 في الجولة الأولى المناسبة.
قام النادي بمحاولتين للدخول إلى دوري كرة القدم، في عامي 1900 و1901. حصلت المحاولة الأولى على صوت واحد فقط. وشهدت المحاولة الثانية حصوله على نفس عدد الأصوات التي حصل عليها نادي والسال، سبعة، لكنه خسر أمام بريستول سيتي، الذي فاز في الانتخابات بأغلبية 23 صوتًا.
انهار روفرز في أبريل 1908 عندما أصبح النادي غير قادر على دفع رواتب لاعبيه. أدى الفشل في تحقيق أي مباراة إلى الطرد من فرقة لانكشاير المختلطة الثانية.

## اللاعبون
ومن بين اللاعبين المشهورين في ستالي بريدج روفرز هربرت تشابمان الذي قاد هدرسفيلد تاون وأرسنال لاحقًا إلى لقب الدرجة الأولى كمدير، والذي لعب للنادي حوالي عام 1897؛ وآرثر وارتون، أول لاعب كرة قدم محترف أسود في بريطانيا، لعب مع فريق ستاليبريدج روفرز من عام 1896 إلى عام 1897، ومرة أخرى من عام 1899 إلى عام 1900. ليس من الواضح ما إذا كان الاثنان قد لعبوا معًا.
وكان من بين اللاعبين الآخرين نجم بلاكبيرن روفرز وولويتش الأرسنال السابق تومي بريركليف وجون جونستون وفرانك ثورب اللذان لعبا مع نادي بوري إذ فازا بكأس الاتحاد الإنجليزي عام 1903، ولاحقًا مع ساوثامبتون.